# Heller Wahn
Heller Wahn ist ein 1982 entstandener, deutsch-französischer Spielfilm von Margarethe von Trotta über eine ungewöhnliche Freundschaft zweier sehr ungleicher Frauen, mit Hanna Schygulla und Angela Winkler in den Hauptrollen.

## Handlung
Ruth sitzt in einer Behandlungszelle der Psychiatrie. Sie soll ihren Ehemann umgebracht haben. Oder doch nur in Gedanken? Die Frage bleibt zunächst offen. Rückblende: Olga und Ruth sind zwei grundverschiedene Frauen. Obwohl beide nahezu gleichaltrig und ähnlich sozialisiert, ist aus Olga eine selbstbewusste und emanzipierte Germanistik-Dozentin geworden, die bei jedem Gespräch mithalten kann und sich daran auch lebhaft beteiligt. Ruth ist das ganze Gegenteil von ihr: Scheu, zurückhaltend, ja fast komplett zurückgenommen, sagt sie nur selten etwas und wirkt auf andere extrem introvertiert. Ruth lebt in ihrer eigenen Welt, die mal aus Tagträumen, dann wieder auch aus Albträumen und Visionen bestehen. Die Situation, in der sich die beiden Frauen mittleren Alters kennen lernen, ist typisch für beider Wesen und Veranlagung: In einem Ferien- bzw. Landhaus in der beschaulichen Provence sitzt eine Runde Gleichgesinnter zusammen und führt anregende Gespräche: Während sich Olga lebhaft daran beteiligt, schweigt Ruth, die mit ihrem Mann, dem Friedensforscher Franz angereist ist, beharrlich. Plötzlich steht sie auf und verlässt die Runde. Nach einer Weile kommt ihr Sohn mit einer alarmierenden Beobachtung an den Tisch: Er habe seine Mutter mit einem Strick fortgehen sehen. Augenblicklich machen sich alle Beteiligten auf die Suche nach Ruth, die bereits zuvor mehrere Suizidversuche unternommen hatte. Nach einer Weile findet man die schüchterne Frau in einer Höhle, den Strick locker um den Hals gelegt.
Dieses bizarre Ereignis ist der Beginn einer ungewöhnlichen Freundschaft zwischen Olga und Ruth, die allmählich vom Selbstbewusstsein Olgas zu lernen und sich dadurch schrittweise zu emanzipieren beginnt. Olga reißt Ruth aus ihrer Lethargie heraus; sie nimmt sie beispielsweise mit auf eine Vortragsreise, die nach Kairo führt. Im Gewirr einer Multimillionenstadt lernt Ruth ganz praktisch auf eigenen Beinen zu stehen und ihre Selbstständigkeit auszubauen. So nimmt sie an Seminaren teil und erweitert dadurch ihren Horizont. Doch allmählich erwächst aus dieser befruchtenden Verbindung ein ganz unvermutetes Problem: die männliche Eifersucht. Ruths Gatte kann mit der sukzessiven Veränderung im Wesen seiner Frau nicht umgehen, möglicherweise fürchtet er den Verlust seiner Macht und des eigenen Überlegenheitsgefühls, die er, der eloquente Friedensforscher, Ruth gegenüber bislang empfand und konsequent ausspielte. Ruth hingegen erkennt, dass ihre eigene Isolation und der Mangel an Selbstvertrauen auch im Zusammenhang mit ihrem Gatten und der Definition ihrer Rolle in dieser Beziehung steht. Franz reagiert jedenfalls erst nur gekränkt und eingeschnappt, wird dann aber zunehmend aggressiv. Für ihn ist die Veränderung seiner Frau ein Unheil, zumal er mit Ruths Frauenfreundschaft zu Olga nicht konkurrieren kann und an sich zu zweifeln beginnt. Es kommt zur Katastrophe, die Ruth in die Psychiatrie führt. In ihrer Phantasie hat sie Franz erschossen und wird vor Gericht Olga für ihre geleistete Hilfe, sie aus dem Elend ihrer bisherigen Existenz herausgeführt zu haben, danken.

## Produktionsnotizen
Gedreht 1982 in Deutschland, Frankreich und Ägypten, wurde Heller Wahn am 24. Februar 1983 auf der Berlinale vorgestellt. Deutscher Kinostart war am Tag darauf. Seine deutsche Fernsehpremiere feierte der vom WDR mitproduzierte Streifen am 25. September 1985 in der ARD.
Gerhard von Halem war deutscher Produktionsleiter. Die Ausstattung besorgten Jürgen Henze und Werner Mink, die Kostüme entwarf Monika Hasse.
Gabriella Ferri und Hanna Schygulla absolvieren zwei Gesangseinlagen.

## Kritiken
In Der Spiegel heißt es: „Angst, mag Margarethe von Trotta beim Psychotherapeuten Horst-Eberhard Richter gelesen haben, ist das entscheidende Motiv für männliches Unterdrückungsgehabe. Aber es scheint, als hielte die Regisseurin auf halbem Wege inne, als sei sie nicht daran interessiert, die Gründe dieser Ängste zu erfahren. Die Männer bleiben folglich eindimensional, nur blasse Folie für die Frauengestalten. (…) Hanna Schygulla erscheint am Anfang in ihrer Unnahbarkeit und Distanz wie geradewegs einem Fassbinder-Film entstiegen, doch dann findet sie sich immer intensiver in die Rolle hinein, bis ihr Gesicht am Ende, in einer langen starren Kameraeinstellung, tödliche Verwundung und Ratlosigkeit zeigt. Angela Winkler in der Rolle der leidenden, von Suizidgedanken heimgesuchten Ruth spielt mit durchgehendem Ernst – so sehr, daß der Zuschauer geradezu erlöst ist, wenn sich ihr Gesicht in einigen wenigen Momenten aufhellt.“ Das Hamburger Nachrichtenmagazin zieht schließlich folgendes Resümee: „Ein sehr parteiischer Film: Im Gruselkabinett menschlicher Schwächen bewegen sich bei der Trotta fast ausschließlich Männer. Sie sind, so ließe sich die Botschaft auf eine simple Form bringen, unfähig, eine Verbindung zwischen Frauen zu tolerieren, geschweige denn zu verstehen und zu begreifen, daß eine Verbindung zwischen Frauen etwas substantiell anderes bedeutet als zwischen Mann und Frau oder unter Männern.“

„Die Männer spielen, erstmals in Margarethes Werk, eine gleichwertige Rolle. Die Dramatik des Films liegt in der Innenwelt, die, so Margarethe von Trotta, „ganz schön explosiv sein kann, dieses aufreibende Aneinandergezerre, Voneinander-abhängig-sein.““

Im Lexikon des Internationalen Films heißt es: „Eine beispielhafte Geschichte über verborgene Machtverhältnisse in der geschlechtlichen Partnerschaft, die bei zunehmender Befreiung der Frau in Irritation und Aggression auf seiten des Mannes sichtbar werden. Größtenteils behutsam erzählt und nie in vorschnelle Feindbilder verfallend, leidet der diskussionswerte Film jedoch etwas an der Absehbarkeit der konventionellen Dramaturgie und einigen Unebenheiten in der Inszenierung.“